# مسیر همیلتونی
در نظریه گراف، مسیر همیلتونی (به انگلیسی: Hamilton path) مسیری در یک گراف ساده است که هر راس را دقیقاً یک بار مشاهده می‌کند. مدار همیلتونی (یا دور همیلتونی) مداری در یک گراف جهت‌دار است که دقیقاً یک بار هر رأس  را مشاهده کرده و همچنین به رأس آغازین بر می‌گردد. در این گراف بر خلاف گراف اویلری نیازی نیست که از همه یال‌ها عبور کنیم. 
مسیر و مدار همیلتونی به نام ویلیام رومن همیلتون نام‌گذاری شده‌اند. ویلیام همیلتون بازی ایکوسیان را که امروزه به نام پازل همیلتون معروف است اختراع کرد. این بازی شامل یافتن یک مدار همیلتونی در گراف یالی یک دوازده سطحی است. با وجود اینکه دور همیلتونی به اسم ویلیام همیلتون نامگذاری شده است، دورهای همیلتونی در چندضلعی‌ها حدود یک سال پیش توسط توماس کرکمن مورد بررسی قرار گرفته بود، وی به‌طور اخص نمونه‌ای از یک چند ضلعی بدون دور همیلتونی را ارائه داده بود. حتی قبل از آن، دورها و مسیرهای همیلتونی در مسئله گراف اسب در شطرنج، که به سفر اسب‌ها نیز شهرت دارد در قرن نهم میلادی توسط روداتا، ریاضی‌دان هندی و العدلی الرومی، ریاضی‌دان مسلمان مورد مطالعه قرار گرفته بود. در قرن هجدهم مسئله سفر اسب‌ها توسط لئونارد اویلر و ابراهام دو مواور منتشر شد.

## تعاریف

شکل (1) مداری همیلتونی در یک گراف(رنگ قرمز)

شکل (2) مسیری همیلتونی(آبی) در یک گراف(مشکی)

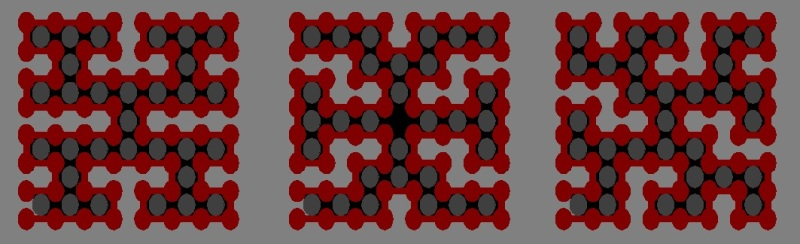
شکل (3) سه نمونه گراف شبکه‌ای 8x8

### مسیر همیلتونی
یک مسیر همیلتونی یا مسیر قابل تعقیب، مسیری است که هر راس را دقیقاً یک بار مشاهده کند. گرافی را که دارای مسیر همیلتونی باشد، گراف قابل تعقیب یا نیمه همیلتونی می‌نامند. هم چنین گرافی همیلتون-متصل است اگر برای هر زوج از رئوس آن، مسیری همیلتونی بین آن دو راس وجود داشته باشد.

### مدار همیلتونی
مدار همیلتونی یا دور همیلتونی، مداری است که هر راس را دقیقاً یک بار مشاهده می‌کند(به جز راسی که هم به عنوان آغاز و هم پایان است در نتیجه این راس دو بار دیده می‌شود). به‌طور قراردادی، گرافی کوچک شامل یک گره، دارای مدار همیلتونی است، ولی گراف متصلی دارای دو گره، شامل مدار همیلتونی نیست.

### گراف همیلتونی
گرافی که دارای مدار همیلتونی باشد، گراف همیلتونی نامیده می‌شود. هر گراف کامل که بیشتر از دو راس داشته باشد، همیلتونی است.

گرافی با نام گراف همیلتون وجود دارد که یک دوازده وجهی منتظم است و دارای دورهای همیلتونی زیبا است.(شکل(۳))

## مدار همیلتونی مسئله‌ای از نوع NP

شکل (3) گراف همیلتون

مسئله فروشنده دوره‌گرد برای دانشمندانی که روی مسائل NP کار می‌کنند، بسیار آشنا است. صورت این مسئله به این گونه‌ است که فرض کنید فروشنده دوره گردی داریم که می‌خواهد برای فروش کالاهای خود، به چند شهر سفر کند. فرض کنید بین این چند شهر راه‌های مختلفی با طول مسیرهای مختلفی وجود دارد. حال این فروشنده دوره گرد از چه راه‌هایی برود تا همه شهرها را یکبار بپیماید و در کوتاه‌ترین مسیر حرکت کرده و در کمترین زمان به شهر اولی که از آن شروع کرده بود برسد. این مسئله ابتدا به صورت ریاضی مدل می‌شود و تبدیل به مسئله مدار همیلتونی در علم ریاضی و نظریه گراف‌ها می‌شود و سپس برای حل آماده می‌گردد. بسیاری از دانشمندان برای حل مسائل NP بیشتر روی مسئله فروشنده دوره گرد کار می‌کنند.
تعیین شرط یا شروط لازم و کافی برای وجود داشتن مسیر یا دور همیلتونی در یک گراف هنوز به عنوان یک مسئله لاینحل باقی‌مانده‌است، ولی شروط لازم خوبی وجود دارند که به صورت قضیه مطرح شده‌اند. همچنین الگوریتمی احتمالی که توسط آقای ویلف (۱۹۹۴) شرح داده شده‌است، می‌تواند برای یافتن مسیر و مدار همیلتونی مفید باشد.

## خواص و قضایا
هر مدار همیلتونی می‌تواند با حذف یکی از یال‌هایش به یک مسیر همیلتونی تبدیل شود. اما یک مسیر همیلتونی زمانی می‌تواند به یک مدار همیلتونی توسعه یابد که نقاط انتهایی آن مجاور و همسایه باشند.
گراف خط یک گراف همیلتونی، خود همیلتونی است. همچنین گراف خط یک گراف اویلری نیز همیلتونی است.
همه گراف‌های همیلتونی گراف دوهمبند هستند، ولی هر گراف دوهمبندی مانند گراف پترسن ضرورتاً همیلتونی نیست.
همان طور که ذکر شد شرط لازم و کافی برای گفتن همیلتونی بودن یک گراف هنوز یافت نشده‌است. ولی دو قضیه زیر شرط خوبی برای همیلتونی بودن یک گراف هستند.
قضیه : اگر G یک گراف ساده با ۳<=n راس باشد و اگر برای هر دو راس نا مجاور u,v داشته باشیم deg(u) + deg(v) => n، آنگاه گراف G همیلتونی است.
قضیه دیراک: اگر در گراف ساده و همبند G با ۳=<n راس داشته باشیم d|v| => n/۲ (که V راس دلخواه از G است.) آنگاه گراف G همیلتونی است.